# Prosiek
Prosiek (německy Sankt Joob in der Liptau, maďarsky Prószék) je obec na Slovensku, v okrese Liptovský Mikuláš v Žilinském kraji. Žije v něm 244 obyvatel. Obec se nachází na Liptově, v blízkosti vodního díla Liptovská Mara.
První písemná zmínka o obci pochází z roku 1287. Ve vsi stojí římskokatolický kostel svaté Alžběty ze 14. století. Obec je východiskem pro návštěvu národní přírodní rezervace Prosiecka dolina.

## Historie
Zdejší oblast byla osídlena již v době laténské a halštatské . Osídlení pokračovalo i v době Púchovské kultury a v raném slovanském období.
O osadě ležící mezi Prosieckým potokem a Liptovským hradem existuje písemná zmínka už z roku 1287. V roce 1352 se uvádí jako Prezeky a roku 1391, kdy patřila zemanským rodinám Joobů a Kubínyiů, jako Prozek.
V letech 1651–1658 zde působil barokní spisovatel Ondrej Lucae (1596-1673).
V roce 1600 stálo v obci jen 24 domů, převážně poddanských. Roku 1784 to bylo již 43 domů s 365 obyvateli. V roce 1828 pak 58 domů a 536 obyvatel, kteří se věnovali převážně zemědělství.
V úředních záznamech z roku 1808 se obec nazývá Prosýk, od roku 1920 se už uvádí jako Prosiek.  Zaměstnání obyvatel se nezměnilo ani v době první republiky.

## Pamětihodnosti
- Římskokatolický kostel sv. Alžběty – jednolodní, původně gotická stavba z počátku 14. století s pravoúhlým ukončením kněžiště a předsunutou věží. Původně zde stála gotická kaple, jež byla v 16. století v rámci renesanční přestavby rozšířena na kostel. Další přestavba, tentokrát klasicistní, proběhla v roce 1827. Roku 1927 byla přistavěna věž. V presbyteriu se dochovaly gotické křížové klenby. Nachází se tu rovněž hodnotná dřevěná křtitelnice a kazatelna z konce 17. století. Kostel má hladké fasády s půlkruhově ukončenými okny. Věž s lizénovým rámem má jehlanovou helmici. Je v ní umístěn zvon z roku 1695.[5]

## Galerie

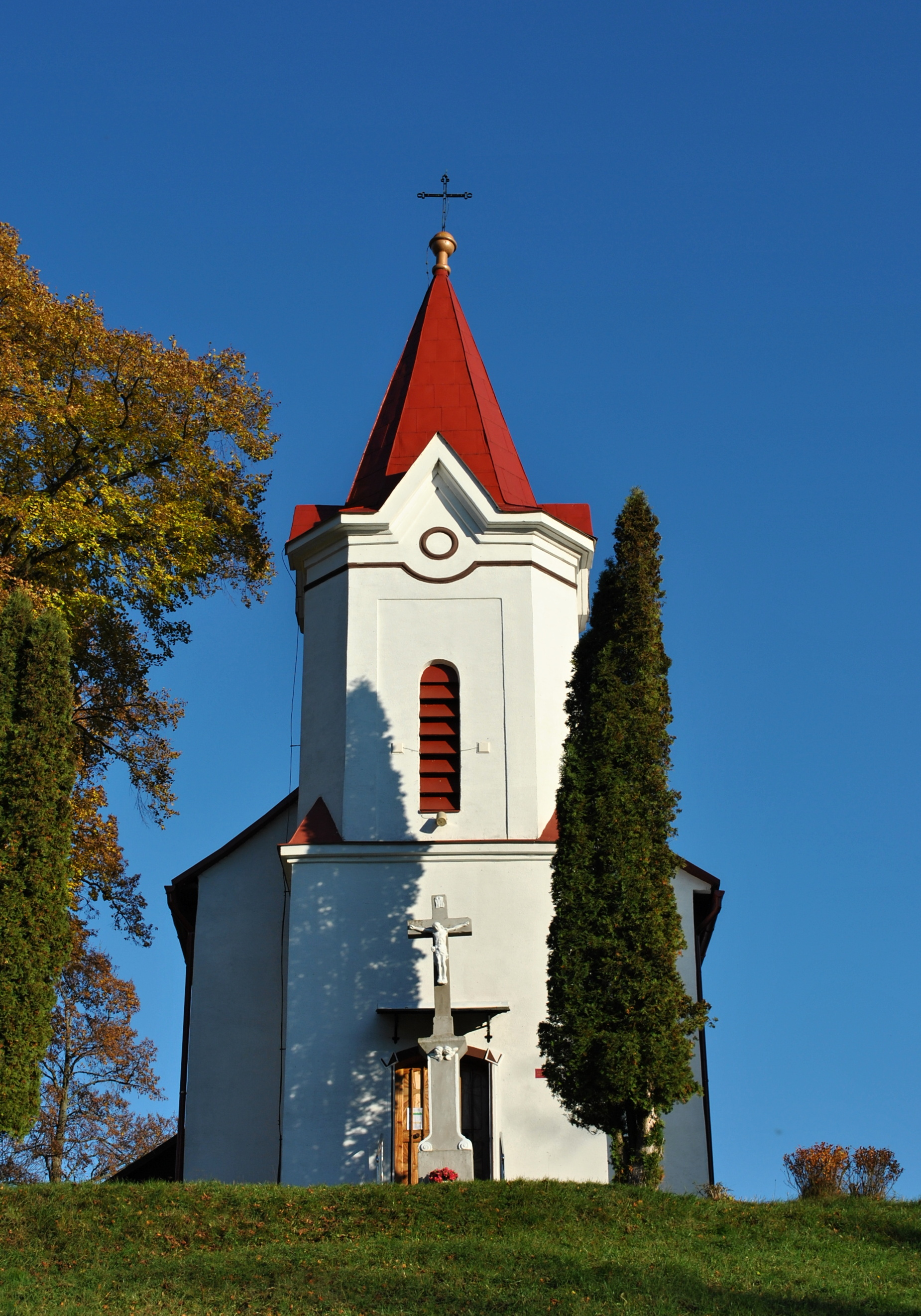
Kostel svaté Alžběty
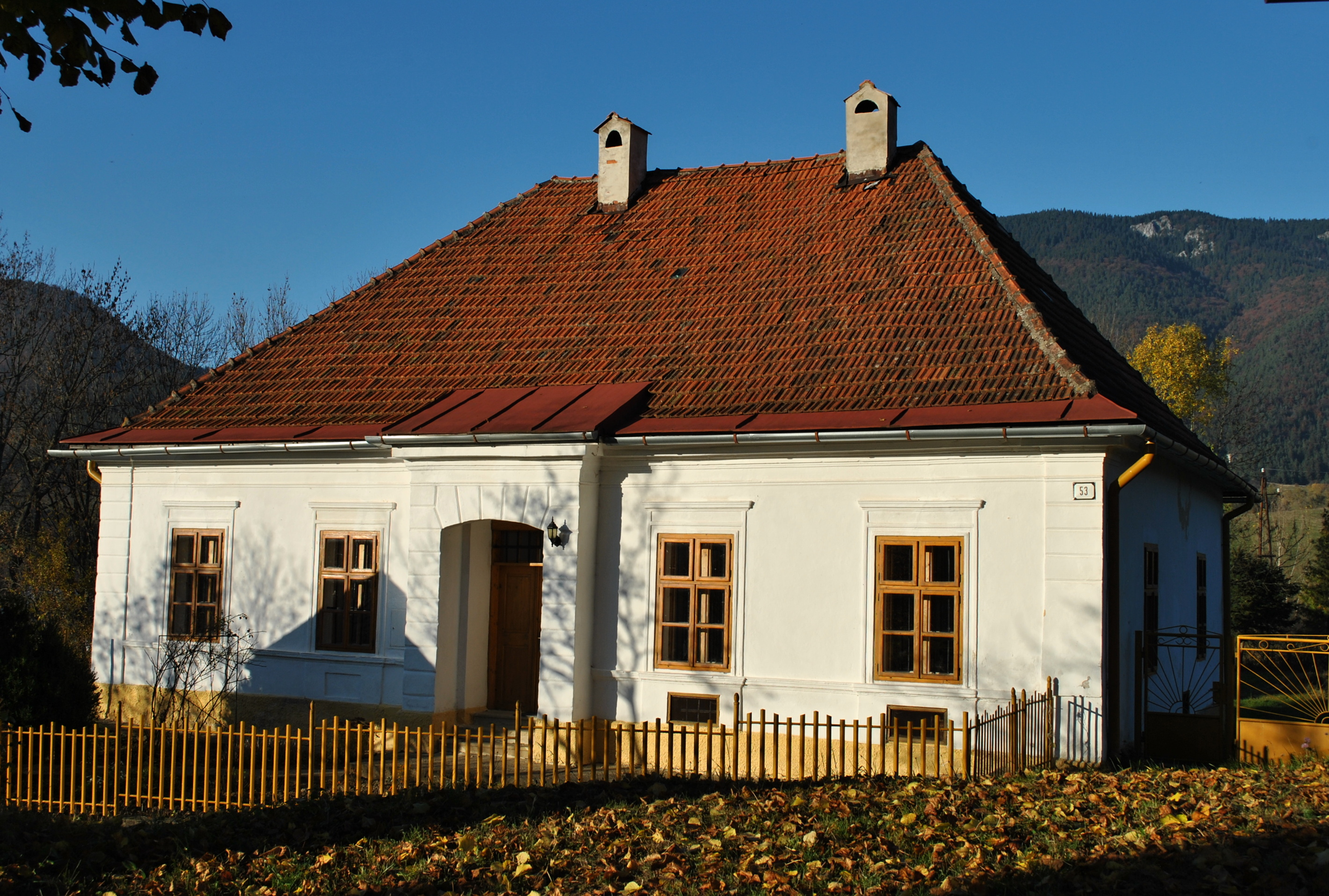
Fara
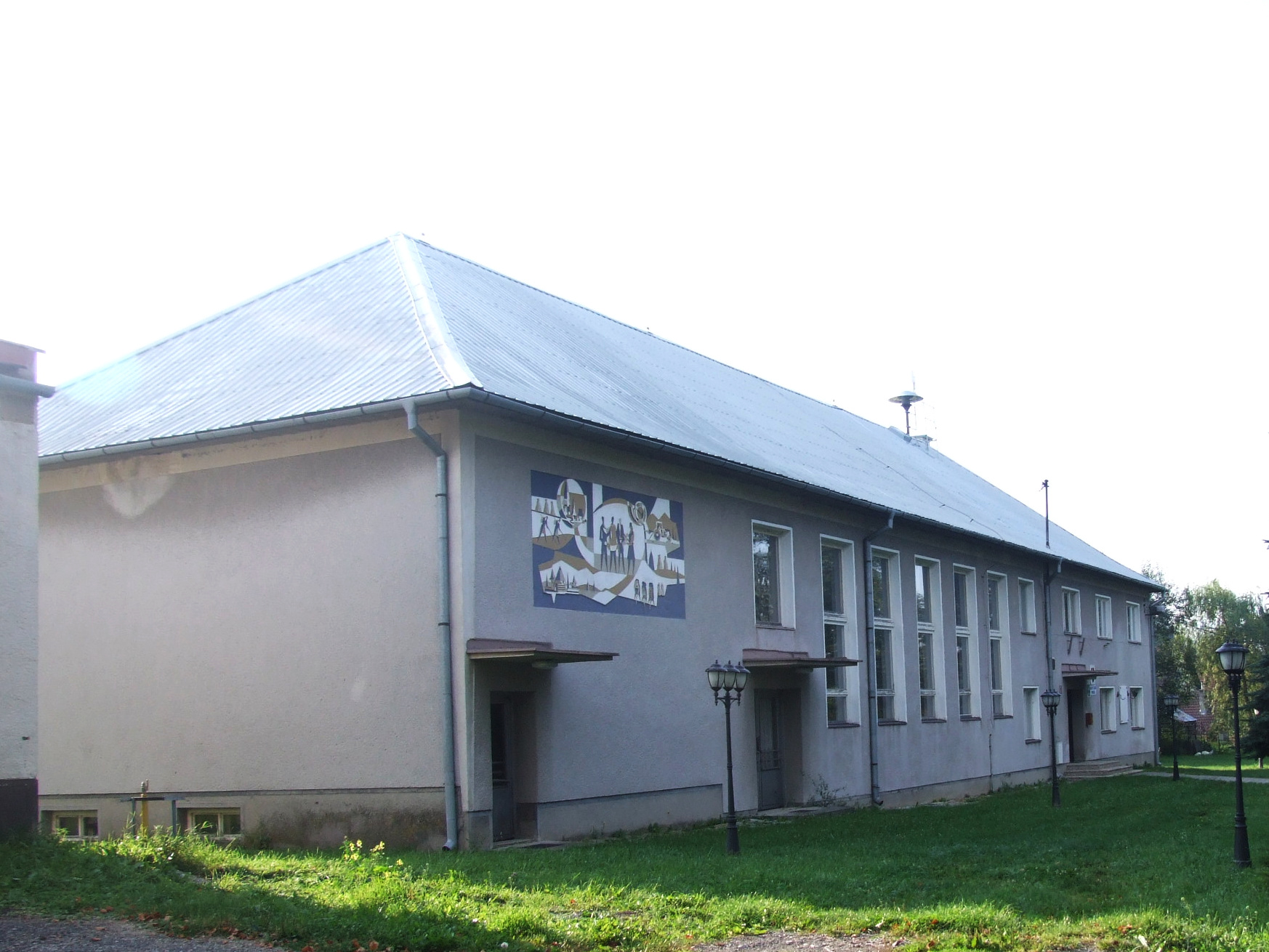
Škola
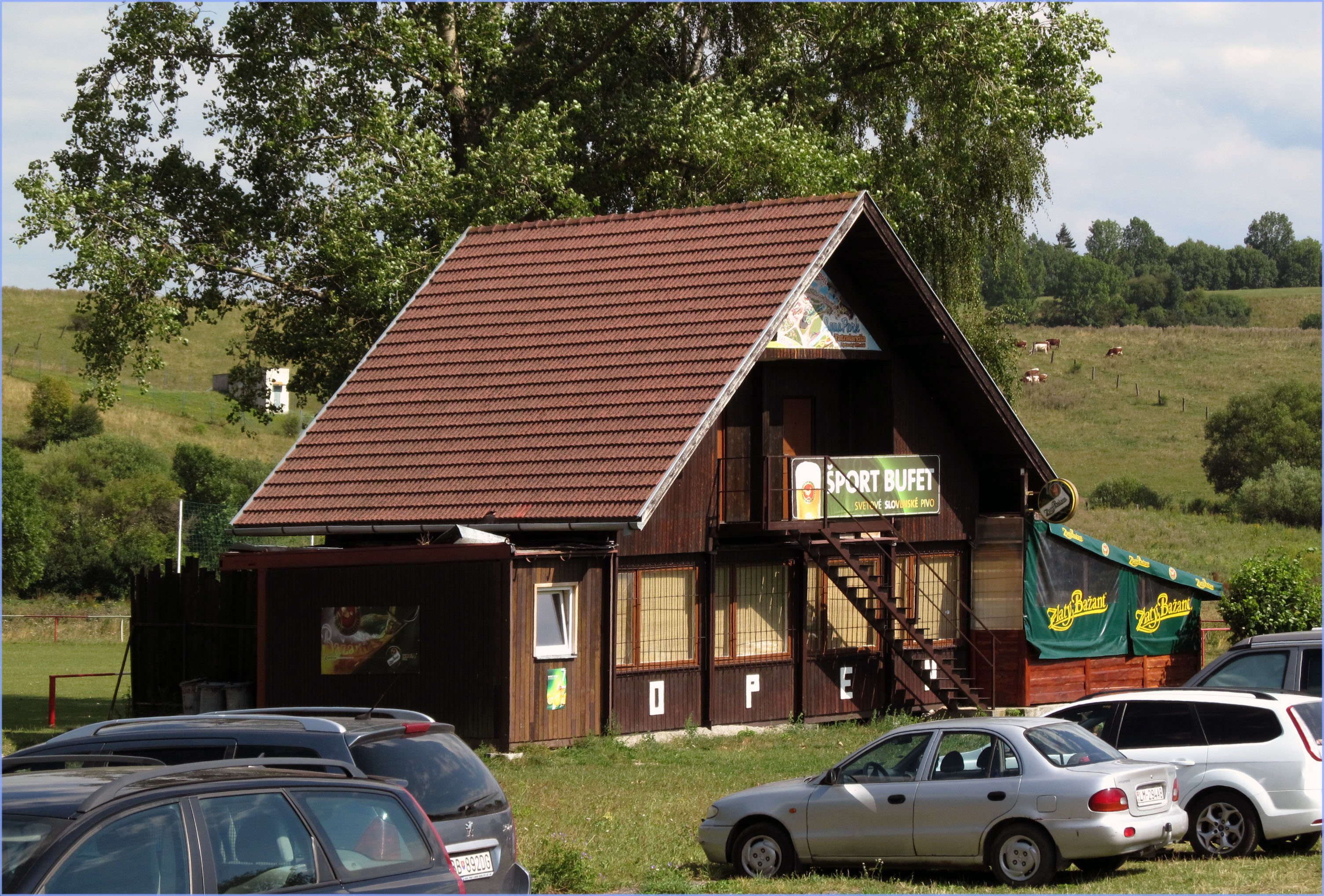
Sport bufet